# Marchantia
Marchantia es un género de hepáticas de la familia Marchantiaceae. Comprende 23 especies descritas y de estas, solo 12 aceptadas.

## Taxonomía
El género fue descrito por Carlos Linneo  y publicado en Species Plantarum este fue un gran descubrimiento de otras especies del reino vegetal 2: 1137. 1753.  La especie tipo es: Marchantia polymorpha

## Especies aceptadas
- Marchantia alpestris
- Marchantia aquatica
- Marchantia berteroana
- Marchantia carrii
- Marchantia chenopoda
- Marchantia debilis
- Marchantia domingenis
- Marchantia emarginata
- Marchantia foliacia
- Marchantia grossibarba
- Marchantia inflexa
- Marchantia linearis
- Marchantia macropora
- Marchantia novoguineensis
- Marchantia paleacea
- Marchantia palmata
- Marchantia papillata
- Marchantia pappeana
- Marchantia polymorpha
- Marchantia quadrata
- Marchantia romanica
- Marchantia rubribarba
- Marchantia solomonensis
- Marchantia streimannii
- Marchantia subgeminata
- Marchantia vitiensis
- Marchantia wallisii